# Bataille de Bergtheim
La bataille de Bergtheim a lieu le 11 janvier 1400 entre les troupes du prince-évêque de Wurtzbourg Gerhard von Schwarzburg et une armée de citoyens et de paysans rebelles de Wurtzbourg et d'autres villes aux portes de Bergtheim.

## Origines
Entre juillet 1396 et 1399, Wurtzbourg s'unit avec les villes de la principauté épiscopale de Wurtzbourg pour former la Ligue des onze villes : Arnstein, Bischofsheim an der Rhön, Ebern, Fladungen, Gerolzhofen, Haßfurt, Iphofen, Karlstadt, Königshofen im Grabfeld, Meiningen, Mellrichstadt, Neustadt an der Saale, Seßlach et Stadtschwarzach. Le gouvernement fédéral lutte pour l'immédiateté impériale, car la taxation par la principauté épiscopale très endettée est considérée comme injuste. Le roi Venceslas place ces onze villes sous sa protection en octobre 1397 ; en même temps, elles sont mises sur un pied d'égalité avec les autres villes impériales. À Wurtzbourg, par enthousiasme pour la protection royale, l'aigle impérial est frappé aux portes de la ville et une paire d'armoiries plaquées or est placée sur le pignon de l'hôtel de ville. Cependant, les anciens droits de l'évêque sont confirmés par Venceslas, et à peine deux ans plus tard, le roi demande aux villes de rendre hommage à l'évêque. Les tensions poussent l'évêque à mettre la ville au ban, après quoi les citoyens de Wurtzbourg capturent trois membres du clergé de la famille Schwarzburg. L'évêque Gerhard von Schwarzburg peut se sauver dans la forteresse de Marienberg, où il est libéré par son frère Günther XXVII deux semaines plus tard. Schwarzburg avait également commencé à construire un château pour réprimer les citoyens. Cependant, elle est aussitôt détruite par les habitants.

## Déroulement
Lorsque les tensions aboutissent à la guerre, les villes de Meiningen et d'Ebern se soumettent à la demande du député royal Bořivoj von Svinař en 1399, tandis que Haßfurt parvient à se défendre pendant sept semaines. Wurtzbourg est coupé des approvisionnements par les troupes épiscopales, qui sont soutenues par le comte de Schwarzbourg, le comte de Henneberg, le burgrave de Nuremberg et les troupes du duc Louis VII de Bavière, de sorte que les assiégés souffrent de la faim. Contrairement aux avertissements du concile, les corporations décident alors de s'aventurer jusqu'à Bergtheim, à quatre heures de marche, car la cour y est fortifiée avec les greniers du chapitre de la cathédrale. L'échec de la prétendue armée civile de 3 000 hommes a alors lieu dans la nuit du 11 janvier 1400 (selon d'autres sources, dans la nuit du 4 janvier 1400).
L'évêque Gerhard von Schwarzburg tombe malade au wasserburg de Werneck ; par une trahison, cependant, il découvre le projet et fait occuper la cour de Bergtheim. De plus, sous le commandement de prévôt Johann von Egloffstein et du chevalier Wilhelm Geyer von Giebelstadt, il envoie le contingent de sa noblesse de plume, 650 cavaliers armés.
Après que l'ordre de bataille des rebelles est déjà en train d'être dissous après deux heures de combat à la poursuite de l'évêque, une troupe de 62 chevaliers et vassaux des Haßberge arrive sur le champ de bataille. Avec ce renfort, les troupes de l'évêque se regroupent. Ils entonnent la chanson des croisés In Gottes Namen fahren wir et reprennent le combat, avec la majorité des cavaliers maintenant démontés et combattus à pied. La bataille se solde par une défaite pour les insurgés, dont environ 1 100 sont tués et environ 400 sont capturés.

## Conséquences
Les porte-parole des rebelles sont décapités ou noyés dans le Main. Quatre patriciens du conseil sont écartelés et suspendus aux portes de la ville de Wurtzbourg comme moyen de dissuasion. Il s'agit de Hans Weibler, Jakob vom Löwen, Seifried vom Rebstock et Hans von Erfurt. Comme le patriciat s'est enfui et que de nombreux citoyens riches ont également quitté la ville, Wurtzbourg subit de graves dommages économiques en conséquence. Par exemple, 2 600 citoyens imposables sont enregistrés en 1398, alors que quelques années après la bataille de Bergtheim, il n'y en a plus que 1 400. Des réparations financières doivent également être effectuées.

## Source, notes et références
- (de) Cet article est partiellement ou en totalité issu de l’article de Wikipédia en allemand intitulé « Schlacht von Bergtheim » (voir la liste des auteurs).

1. 1 2  (de) Karl-Georg Rötter, « Das Trauma von Bergtheim », sur Main-Post, 2018 (consulté le 26 juin 2021)
2. ↑  (de) Wilhelm Heinrich Riehl, Bavaria : Landes- und volkskunde des königreichs Bayern, bearbeitet von einem kreise bayerischer gelehrter. Mit einer uebersichtskarte des diesseitigen Bayerns in 15 blättern, J.G. Cotta, 1866 (lire en ligne), p. 568